# 浦刀禰
浦刀禰（うらとね）とは、中世日本において浦の住人とその業（漁業・海運・製塩など）を統括した職。
刀禰という職名は律令制の頃から存在したが、律令制の解体後も刀禰は地域の役人として存在した。このうち、農村や都市などの刀禰は鎌倉時代には形骸化していくが、海岸部の浦刀禰はむしろその時期より台頭することになる。浦刀禰は国衙や荘園領主に代わって年貢や公事を徴収し、その見返りに給田を与えられた。また、大網漁の指揮者である「村君（むらぎみ）」や浦の社である浦鎮守の禰宜を兼ねて地域に影響力を与えた。浦刀禰は鎌倉時代末期以降は浦でも惣村化が進み、影響力が低下していくものの、一部地域では近世まで存続した。